# Droga wojewódzka 132
Die Droga wojewódzka 132 (DW 132) ist eine Woiwodschaftsstraße in Polen. Sie verläuft in West-Ost-Richtung und durchzieht den Powiat Gorzowski (Kreis Landsberg/Warthe) innerhalb der Woiwodschaft Lebus.
Die DW 132 stellt eine Beziehung her zwischen den Städten Kostrzyn nad Odrą (Küstrin) und Gorzów Wielkopolski (Landsberg/Warthe) und verbindet so die Landesstraßen DK 22 und DK 31 mit der S 3 (Europastraße 65). Außerdem ermöglicht die die Anschlüsse an die Woiwodschaftsstraßen DW 129 (in Dąbroszyn) und DW 131 (in Nowiny Wielkie). Die Gesamtlänge der DW 132 beträgt 40 Kilometer.
In ihrer ganzen Länge verläuft die DW 132 auf der Trasse der ehemaligen Reichsstraße 1, die von Aachen über Berlin bis nach Königsberg (Preußen) und Eydtkuhnen führte.

## Straßenverlauf
Woiwodschaft Lebus
- Powiat Gorzowski (Kreis Landsberg/Warthe):
  - Kostrzyn nad Odrą (Küstrin) (→ DK 22 und DK 31)

- X Staatsbahnlinie Nr. 203: Küstrin-Kietz–Tczew (Dirschau) X
  - Dąbroszyn (Tamsel) (→ DW 129)
  - Krzesniczka Nowa (Neu Wilkersdorf)
  - Kamień Mały (Stolberg/Neumark)
  - Mościczki (Blumbergerbruch)
  - Witnica (Vietz)
  - Białcz (Balz)
  - Nowiny Wielkie (Döllensradung) (→ DW131)
  - Motylewo (Friedrichsberg)
  - Bogdaniec (Dühringshof)
  - Jenin (Gennin)
  - Łupowo (Loppow)
  - Gorzów Wielkopolski (Landsberg/Warthe)
    - Gorzów Wlkp.-Wieprzyce (Wepritz)
    - Gorzów Wlkp.-Centrum (→  S 3 / Europastraße 65)